# Cheirolophus crassifolius
Centaurée de Malte
Espèce
Statut de conservation UICN

 CR B1ab(i,ii,iii,iv,v) : 
En danger critique
Cheirolophus crassifolius, la Centaurée de Malte  (en maltais, Widnet il-Baħar), est une espèce de plante à fleurs de la famille des Astéracées, endémique à Malte dont elle est la plante nationale depuis 1971,.

## Synonymes
- Centaurea crassifolia Bertol.
- Centaurea nitida naldi ex DC.
- Centaurea spathulata Zeraph.
- Palaeocyanus crassifolius (Bertol.) Dostál

## Biologie
C'est une herbacée vivace, confinée sur des falaises de calcaire corallien et d'éboulis, poussant en plein soleil. Elle vit à l'état sauvage sur les falaises du sud de Malte et Gozo, en petits isolats très dispersés.
Elle fleurit entre mai et juillet.

## Population et menaces
La plante est rare à l'état sauvage. Sa population est estimée à un millier d'individus, même si aucun décompte n'a été effectué.
L'espèce est considérée comme très menacée car sa population est faible et très fragmentée, sur un territoire très restreint (moins de 100 km2), dont la qualité est menacée par les activités humaines et la concurrence avec d'autres espèces végétales extensives comme le Figuier de Barbarie, l'Agave d'Amérique ou Carpobrotus edulis.
Elle est considérée par l'UICN comme faisant partie des 50 plantes les plus menacées des îles méditerranéennes.

## Conservation
L'espèce est protégée depuis 1993. Des zones de conservation sont à l'étude.

## Sources et références
1. 1 2  (en) Joe Sultana et Victor Falzon, Wildlife of the Maltese Islands, Environment Protection Department, 1996, 330 p. (ISBN 99909-65-02-1)
2. 1 2 3 4  (en) UICN : espèce Cheirolophus crassifolius
3. ↑  Bertrand de Montmollin et Wendy Strahm, Le `Top 50 des plantes menacées des ìles méditerranéennes : comment les sauver de l'extinction, Gland, UICN, 2005, 110 p. (ISBN 2-8317-0833-8, lire en ligne), p. 72